# 이적 (촉한)
이적(伊籍, ? ~ ?)은 중국 삼국 시대 촉한의 문신으로, 자는 기백(機伯)이며 산양군 고평현(高平縣) 사람이다. 언변에 뛰어나고 활달한 성격의 소유자였다고 한다.

## 생애
고향이 산양군으로 같은 진남장군 유표(劉表)에게 의지하였다가 유비(劉備)가 유표에게 의지하면서 유비와 인연을 맺었다. 208년 유표가 죽자 유비를 따라가 장강을 건넜다. 유비가 익주를 손에 넣자 이적은 유비에게서 좌장군 종사중랑(左將軍 從事中郞)이 되었고 간옹, 손건과 버금가는 대우를 받았다.
이적이 오나라에 사신으로 갔을 때, 오왕 손권은 그의 말솜씨가 뛰어나다는 말을 듣고는,
그와의 대화 중에 언어유희로써 그를 굴복시키려고 했다. 마침 이적이 들어와 손권에게 절을 했다.
그를 맞이한 손권이 말하길,
"도(道)가 없는 군주(=유비)를 섬기느라 수고하십니다."
손권의 의중을 꿰뚫어본 이적이 대답했다.
"한번 절했을 뿐인데 수고 한다고 말하기엔 충분하지 못하지요."
이적의 기지와 민첩함이 대체로 이와 같아 손권은 이적의 사자로서의 기지와 웅대에 감동하였고, 그를 기이하게 보았다. 뒤에 촉으로 돌아와서 소문장군으로 승진했으며, 제갈량, 법정, 유파, 이엄과 함께 촉의 법률인 촉과(蜀科)를 만들었다.
촉과의 체제는 이 다섯 명에 의해 이루어졌다.

## 《삼국지연의》에서의 이적
유표가 유비에게서 받은 적로(的盧)를 돌려주었을 때, 적로의 흉상이 타는 사람에게 해를 준다는 일화를 유비에게 전하지만 유비는 이를 묵살한다. 그 후 유비에게 감동하여 유비의 문객이 되었으며, 채모가 연회에서 유비 암살을 꾀했을 때는 유비에게 이를 알려 도망보냈다.
유표가 죽고 뒤를 이은 차남 유종이 조조에게 항복해 버리자, 유비의 밑으로 가서 마씨 5상을 천거했고, 후에 관우를 도와 형주를 지킨다. 형주가 여몽의 공격을 받자 마량과 함께 구원 요청을 위해 성도로 갔으나 관우는 이미 여몽에게 참살되고 말아 이적은 그대로 성도(成都)에 남았다.
그 후 221년 유비에게 다른 신하들과 함께 황제가 되라고 권한다.

## 같이 보기
- 삼국지 인물 목록
- 진수 (서진)
- 나관중